# Coriaria terminalis
Espèce

Coriaria terminalis est une espèce de plantes dicotylédones de la famille des Coriariaceae, originaire de l'Himalaya (Chine, Bhoutan, Inde, Népal). C'est un arbrisseau ou sous-arbrisseau, pouvant atteindre 1 mètre de haut, aux feuilles caduques, opposées ou verticillées, qui produit des faux-fruits charnus contenant des akènes. Toutes les parties de la plante, y compris les graines, sont toxiques du fait de la présence de tutine, toxine qui attaque le système nerveux central.

## Taxinomie

### Synonyme
Selon The Plant List (9 octobre 2020) :
- Coriaria terminalis var. terminalis

### Variétés
Selon Tropicos (9 octobre 2020) (Attention liste brute contenant possiblement des synonymes) :
- variété Coriaria terminalis var. terminalis
- variété Coriaria terminalis var. xanthocarpa Rehder & E.H. Wilson